# Laminacaris
Laminacaris (лат.) — вымерший род стем-группы артропод (Radiodonta) кембрийского периода. Типовой и единственный вид — Laminacaris chimera, открытый в 2018 году в маотяньшаньских сланцах, Китай. Почти в то же время два образца, которые тоже могут принадлежать этому виду, обнаружили в формации Кинзерс, Пенсильвания, США. Первые образцы из Китая — три передних придатка, без других частей тела.

## Открытие и этимология
Образцы Laminacaris обнаружены в трёх местах в Китае: аргиллиты пачки Юаньшань в формации Чиунгчуссу на востоке провинции Юньнань, разрез Мафанг в районе Хайкоу в Куньмине и разрез Хэймади в Чэнцзяне. Название происходит от лат. lamina — тонкое лезвие, и лат. caris — краб. Название вида L. chimera отсылает на существо из мифов древней Греции химеру, чьё тело состоит из частей более чем одного животного.

## Описание

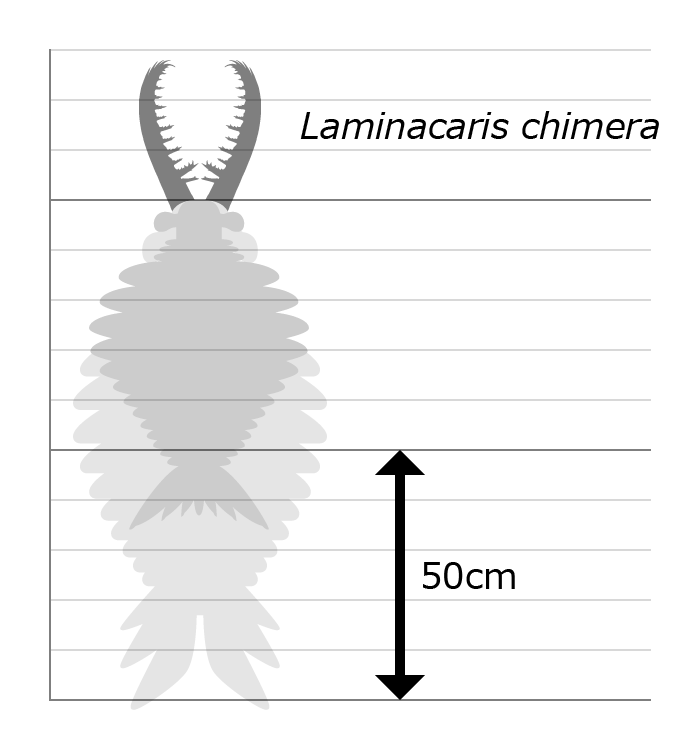
Диаграмма с размерами Laminacaris

Большой передний придаток — наиболее показательная и отличительная особенность кембрийских членистоногих. Размер придатков у Laminacaris составляет 11 см (для самого короткого экземпляра RCCBYU 10251) и 28 см (для самого длинного, но неполного экземпляра YKLP 13338), а длина тела оценивается до 78,4 см на основе пропорций Innovatiocaris (ранее известного как «Anomalocaris» saron). У многих Radiodonta и аномалокаридидов придаток разделён на сегменты, называемые подомерами. У придатка Laminacaris 15 подомеров, в том числе 2 подомера (1 и 2) в центре и 13 (3–15) в дистальной сочленённой области. На каждой доле придатка имеется несколько шипов, называемых эндитами. Самый большой — осевой эндит — расположен у основания (по направлению к телу), у большинства кембрийских артропод он мелкий и прямой, но у Laminacaris, Anomalocaris briggsi и Pahvantia hastata он крупный, изогнутый и несёт вспомогательные шипы.

## Классификация
Открытие в 2019 году радиодонта Cambroraster falcatus из сланцев Бёрджес, которого классифицировали как представителя семейства Hurdiidae, привело к обоснованию того, что Laminacaris может быть сестринским таксоном Hurdiidae и их ближайшим родственником среди Radiodonta. Laminacaris может быть переходной формой, отделившейся от общих предков. Филогенетический анализ, основанный на открытии Pahvantia hastata, тоже из семейства Hurdiidae, показывает, что Laminacaris относится к семейству Anomalocarididae и близок к аномалокарису (Anomalocaris). В 2022 году высказана версия о родстве Laminacaris с Innovatiocaris и Guanshancaris. 